# Бо, Жанна
Жанна Бо (фр. Jeanne Bot; 14 января 1905, крепость Мон-Луи, Восточные Пиренеи, Лангедок-Руссильон, Франция — 22 мая 2021) — французская супердолгожительница. Её дата рождения подтверждена Группой геронтологических исследований. На момент смерти она являлась вторым старейшим живущим человеком во Франции и Европе (после Люсиль Рандон), а также четвёртым в мире. Она также является третьим старейшим верифицированным супердолгожителем Франции в истории (после Жанны Кальман и Люсиль Рандон) и 23-м в мире.

## Биография
Жанна Бо родилась 14 января 1905 года в крепости Мон-Луи, где её отец служил унтер-офицером. У неё было три сестры и брат.
Пятьдесят лет она проработала бухгалтером в гараже на бульваре Пуанкаре в городе Перпиньян. Она никогда не выходила замуж и не имела детей.
В 112 лет у неё не было серьёзных проблем со здоровьем, кроме плохого слуха. Также она могла смотреть телевизор, читать прессу и ходить с помощью ходунков по комнатам своей квартиры. Однако к её 114-му дню рождения в 2019 году её здоровье, как сообщается, ухудшилось.
14 января 2021 стала 23-м подтверждённым человеком, отпраздновавшим свой 116-й день рождения.
Жанна Бо скончалась в ночь с 21 на 22 мая 2021 года в возрасте 116 лет, 128 дней. На момент смерти она являлась 16-м старейшим человеком в истории, чей возраст верифицирован. Также она является старейшим человеком, никогда не владевшим титулом старейшего живущего человека своей страны.